# 克里塞克峰
克里塞克峰（英語：Krissek Peak）是南極洲的山峰，位於奧次地，屬於不列顛嶺的一部分，海拔高度約2,500米，以地質學家命名，現時由南極條約體系管理。